# 후쿠이번
후쿠이 번(일본어: 福井藩 후쿠이한[*])은 에도 시대 에치젠국에 있던 번으로, 지금의 후쿠이현 레이호쿠 중심부를 지배하였다. 번주는 에치젠 마쓰다이라가로, 그 가격(家格)은 신판 다이묘 중 고카몬급에 해당한다. 최종적인 영지 규모는 32만 석이었다. 에치젠 번(越前藩)으로도 불린다. 또, 기타노쇼(北ノ庄)라는 지명이 「후쿠이」로 개칭되기 이전, 즉 3대 번주 마쓰다이라 다다마사 이전의 유키 히데야스·마쓰다이라 다다나오 시대를 이유로 기타노쇼 번(北ノ庄藩)으로도 표기하는 경우도 있다. 번청은 후쿠이 성(지금의 후쿠이현 후쿠이시)이다.

## 역대 번주
1. 유키 히데야스(結城秀康) 재위 1601년 ~ 1607년 (도쿠가와 이에야스의 차남)
2. 마쓰다이라 다다나오(松平忠直) 재위 1607년 ~ 1620년
3. 마쓰다이라 다다마사(松平忠昌) 재위 1623년 ~ 1645년
4. 마쓰다이라 미쓰미치(松平光通) 재위 1645년 ~ 1674년
5. 마쓰다이라 마사치카(松平昌親) 재위 1674년 ~ 1676년
6. 마쓰다이라 쓰나마사(松平綱昌) 재위 1676년 ~ 1686년
7. 마쓰다이라 요시노리(松平吉品) 재위 1686년 ~ 1710년 (5대 번주 마사치카의 재임)
8. 마쓰다이라 요시쿠니(松平吉邦) 재위 1710년 ~ 1721년
9. 마쓰다이라 무네마사(松平宗昌) 재위 1721년 ~ 1724년
10. 마쓰다이라 무네노리(松平宗矩) 재위 1724년 ~ 1749년
11. 마쓰다이라 시게마사(松平重昌) 재위 1749년 ~ 1758년
12. 마쓰다이라 시게토미(松平重富) 재위 1758년 ~ 1799년
13. 마쓰다이라 하루요시(松平治好) 재위 1799년 ~ 1825년
14. 마쓰다이라 나리쓰구(松平斉承) 재위 1826년 ~ 1835년
15. 마쓰다이라 나리사와(松平斉善) 재위 1835년 ~ 1838년
16. 마쓰다이라 요시나가(松平慶永) 재위 1838년 ~ 1858년
17. 마쓰다이라 모치아키(松平茂昭) 재위 1858년 ~ 1871년